# Тања Фајон
Тања Фајон (Љубљана, 9. мај 1971) словеначка је политичарка. Лидерка је социјалдемократа, део Партије европских социјалиста и бивша је посланица у Европском парламенту (МЕП) из Словеније. Тренутно обавља дужност министра спољних и европских послова у влади премијера Роберта Голоба од 1. јуна 2022.

## Биографија
Тања Фајон је дипломирала новинарство на Факултету политичких и друштвених наука Универзитета у Љубљани. Године 2005. магистрирала је науку и међународну политику на Колеџу за интердисциплинарне студије Универзитета у Паризу.
Она говори словеначки, енглески, немачки, француски и српскохрватски језик.
Радила је као новинарка и помоћница уредника на Радио Гласу Љубљана од 1991. до 1995. године. Била је и репортерка и новинарка за словеначке дневне новине Република 1993. године. Радила је на РТВ Словеније од 1995. до 2001. године као локални новинар, а од 2001. до 2009. као дописник РТВ Словеније у Бриселу. Била је и репортерка ЦНН-а од 1995. до 2001. Покривала је питања од политике, до економије и бизниса, у различитим државама Европске уније, посебно у Белгији, Холандији, Луксембургу и Француској.
Године 2009. Фајон је изабрана у Европски парламент у име Социјалдемократа, удружених са Напредним савезом социјалиста и демократа . Била је потпредседница делегације Европског парламента са Хрватском до чланства Хрватске у Европској унији и члан Одбора за организовани криминал, корупцију и прање новца.
Фајон је пуноправни члан Одбора за грађанске слободе, правосуђе и унутрашње послове, замјенски члан у Комитету за саобраћај и туризам и зајенски члан делегације Европске уније и Сједињених Америчких Држава. Она такође служи као заменски члан Делегације за односе са Албанијом, Босном и Херцеговином, Србијом, Црном Гором и Косовом* и била је известилац о процесу либерализације визног режима за западни Балкан.
Поред задатака у одбору, Фајон је потпредседница Међугрупе за медије Европског парламента, одговорна за праћење слободе штампе у Европи. Такође је члан Међугрупе Европског парламента за интегритет (транспарентност, борба против корупције и организовани криминал); Међугрупе Европског парламента за ЛГБТ права; и група МЕП против рака.
Она великој мери допринела да грађани Албаније добију право да слободно путују у шенгенски простор ЕУ без виза. У њену част у Тирани, главном граду Албаније, у децембру 2010. године отворен је кафић назван по Тањи Фајон. Помогла је да Босна и Херцеговина, и Молдавија добију слободу шенгенског кретања.
Крајем 2014. године, две главне политичке групе у Европском парламенту договориле су се са Жан-Клодом Јункером, тада изабраним председником Европске комисије, да Фајон буде словеначка чланица Европске комисије. Међутим, словеначка влада је касније саопштила да ће Виолета Булц бити номинована за место европског комесара у Јункеровој комисији, уместо Аленке Братушек.
У 2016. словеначка истраживања јавног мњења показала су да је она једна од најпопуларнијих политичарки у земљи.
Након избора 2019. године, Фајон је била део вишестраначке радне групе задужене за израду петогодишњег програма рада Европског парламента о владавини права, границама и миграцијама.
После вишемесечних протеста и најаве опозиционих партија бојкота парламентарних избора у Србији 2020, Фајон је као председавајућа делегације за односе са Србијом била једна од кључних личности у међустраначком дијалогу уз посредовање ЕП.
Тренутно је шеф словеначке делегације у оквиру политичке групе Прогресивни савез социјалиста и демократа. Такође је ауторка неколико документарних филмова, укључујући Успон екстремне деснице у Европи, Људске трагедије на прагу Европе и Устав Европске уније.

## Остале активности
- Европски савет за спољне односе (ЕЦФР), члан[17]
- Пријатељи Европе, члан Управног одбора

## Лични живот
Фајон живи углавном у Бриселу са супругом Вајт-Улрихом Брауном, немачким новинаром. Њени хобији су спорт, музика и путовања.
Профил Тање Фајон у апликацији Твитер